# Annika Molin Hellgren
Annika Molin Hellgren, född 1963, är en svensk diplomat.

## Biografi
Hellgren har tjänstgjort på bland annat OECD-delegationen i Paris, ambassaden i Damaskus och representationen i Genève. Hon tjänstgjorde på UD:s Afrikaenhet fram till 2012 då hon utnämndes till Stockholmsbaserad ambassadör för Asmara, Eritrea. Den 1 januari 2015 tillträdde hon som Sveriges ambassadör för jämställdhet och samordnare av den feministiska utrikespolitiken. Från 2015 till 2017 var hon ambassadör i Bagdad. Från 2018 till 2020 var hon ambassadör i Ankara. Sedan 2021 är hon ambassadör i Bryssel och Luxemburg, med stationering i Stockholm.